# Давид Іван
Давид Іван (словац. Dávid Ivan, нар. 26 лютого 1995, Братислава) — словацький футболіст, півзахисник клубу «Барі».
Виступав, зокрема, за клуб «Сампдорія», а також молодіжну збірну Словаччини.

## Клубна кар'єра
Народився 26 лютого 1995 року в місті Братислава.
У дорослому футболі дебютував 2015 року виступами за команду клубу «Сампдорія», в якій провів один сезон, взявши участь у 21 матчі чемпіонату. Більшість часу, проведеного у складі «Сампдорії», був основним гравцем команди.
До складу клубу «Барі» приєднався 2016 року. Відтоді встиг відіграти за команду з Барі 7 матчів в національному чемпіонаті.

## Виступи за збірні
У 2011 році дебютував у складі юнацької збірної Словаччини, взяв участь у 30 іграх на юнацькому рівні.
З 2014 року залучається до складу молодіжної збірної Словаччини. На молодіжному рівні зіграв у 14 офіційних матчах, забив 1 гол.

## Статистика виступів

### Статистика клубних виступів
| Сезон             | Команда           | Чемпіонат         | Чемпіонат | Чемпіонат | Національний кубок | Національний кубок | Національний кубок | Континентальні кубки | Континентальні кубки | Континентальні кубки | Інші змагання | Інші змагання | Інші змагання | Усього | Усього |
| Сезон             | Команда           | Ліга              | Ігор      | Голів     | Ліга               | Ігор               | Голів              | Ліга                 | Ігор                 | Голів                | Ліга          | Ігор          | Голів         | Ігор   | Голів  |
| ----------------- | ----------------- | ----------------- | --------- | --------- | ------------------ | ------------------ | ------------------ | -------------------- | -------------------- | -------------------- | ------------- | ------------- | ------------- | ------ | ------ |
| 2015–16           | «Сампдорія»       | A                 | 21        | 1         | КІ                 | 1                  | 0                  | ЛЄ                   | 1                    | 0                    | -             | -             | -             | 23     | 1      |
| 2016–17           | «Барі»            | B                 | 7         | 1         | КІ                 | 0                  | 0                  | -                    | -                    | -                    | -             | -             | -             | 7      | 1      |
| Усього за кар'єру | Усього за кар'єру | Усього за кар'єру | 28        | 2         |                    | 1                  | 0                  |                      | 1                    | 0                    |               | -             | -             | 30     | 2      |